# Heliconia clinophila
Heliconia clinophila là một loài thực vật có hoa trong họ Heliconiaceae. Loài này được R.R.Sm. mô tả khoa học đầu tiên năm 1975.